# Protocaseyita
La protocaseyita és un mineral de la classe dels òxids. Rep el nom per la seva relació amb la caseyita.

## Característiques
La protocaseyita és un òxid de fórmula química [Al₄(OH)₆(H₂O)₁₂][V10O28]·8H₂O. Va ser aprovada com a espècie vàlida per l'Associació Mineralògica Internacional l'any 2021, sent publicada l'any 2022. Cristal·litza en el sistema triclínic. La seva duresa a l'escala de Mohs és 2.
Les mostres que van servir per a determinar l'espècie, el que es coneix com a material tipus, es troben conservades a les col·leccions mineralògiques del Museu d'Història Natural del Comtat de Los Angeles, a Los Angeles (Califòrnia) amb els números de catàleg: 75191, 75192 i 75193.

## Formació i jaciments
Va ser descoberta a la mina Burro, al districte miner de Slick Rock del comtat de San Miguel (Colorado, Estats Units). Aquest indret és l'únic a tot el planeta on ha estat descrita aquesta espècie mineral.